# Pope Breaks Bad
Pope Breaks Bad es el cuarto episodio de la quinta temporada y cuadragésimo sexto episodio a lo largo de la serie de drama y ciencia ficción de TNT Falling Skies. Fue escrito por Jack Kenny y dirigido por Peter Leto. Fue estrenado el 19 de julio de 2015 en Estados Unidos.
Una misión buscar vehículos y combustible sale mal; Cochise comparte preocupantes noticias con Anne. Mientras tanto, la estabilidad mental y la lealtad de Anthony son cuestionados y Pope toma las cosas en sus propias manos.

## Argumento
Cuando una nave Volm llega al campamento, Cochise revela que está muriendo y ha llamado a su padre para despedirse de él. Anne plantea la posibilidad de un trasplante de padre a hijo. La 2nd Mass llega a una estación de policía donde logran comunicarse con la resistencia peruana. El padre de Cochise acepta la propuesta de Anne para salvar la vida de su hijo. Mientras tanto, Anthony se alía con Pope para vengarse de los Mason. Pope enfrenta públicamente a Tom y es desterrado de la 2nd Mass. Por otra parte, Anne logra salvar la vida de Cochise, pero el padre de este muere. Cochise y Anne llevan a cabo el ritual del silencio en el que ambos logran ponerse en paz con sus seres amados. Tom es contactado por la Dornia, quien le advierte del peligro que corre Hal, quien ha sido secuestrado por Pope para vengarse de Tom.

## Elenco
| - Noah Wyle como Tom Mason. - Moon Bloodgood como Anne Glass. - Drew Roy como Hal Mason. - Connor Jessup como Ben Mason. - Maxim Knight como Matt Mason. - Colin Cunningham como John Pope. - Sarah Sanguin Carter como Maggie. - Mpho Koahu como Anthony. - Doug Jones como Cochise. - Will Patton como Daniel Weaver. | - Jennifer Ferrin como Rebecca Mason. - John DeSantis como Shaq. - Chris McNally como Ryan. - Treva Etienne como Dingaan Botha. - Scarlett Byrne como Lexi. |

## Continuidad
- Tom destierra a Pope de la 2nd Mass.
- Wasachak-Cha'ab muere en este episodio.
- Hal es secuestrado por Pope.

## Recepción

### Recepción de la crítica
Chris Carabott de IGN calificó al episodio como satisfactorio y le otorgó una puntuación de 6.7 sobre 10, comentando: "A pesar de que hemos estado en este camino antes, Pope parece completamente desquiciado a este punto. Siendo esta la última temporada, por lo menos hay cierto sentido de que podemos esperar más de él que sólo su ladrido habitual sin mordida. Sin embargo, todavía tenemos que verlo cumplir sus amenazas".

### Recepción del público
En Estados Unidos, Pope Breaks Bad fue visto por 1.96 millones de espectadores, recibiendo 0.4 millones de espectadores entre los 18 y 49 años, de acuerdo con Nielsen Media Research.